# Карлова Коруна
Карлова Коруна — замок-палац початку 18 століття в Чехії, одна зі значущих споруд доби бароко в країні. Розташований поблизу Хлумец над Цидліною.

## Замовник
Замовником замку був граф Франц Фердинанд Кінскі (1678—1741). Значна посада (він був на той час великим канцлером) та бажання підтвердити свій високий соціальний статус обумовили будівництво нового замку.

## Архітектор
Проект замку створив архітектор Ян Блажей Сантіні Айхл, (1677 — 1723). Архітектор отримав добру художню освіту, яку удосконалював в Італії. Він серед тих, хто вивчав нетипові, складні (за планами та формами) твори відомого італійського майстра Франческо Борроміні, і сам був схильний до незвичних планових рішень та насиченої архітектурної символіки.

## Будівництво і наслідки

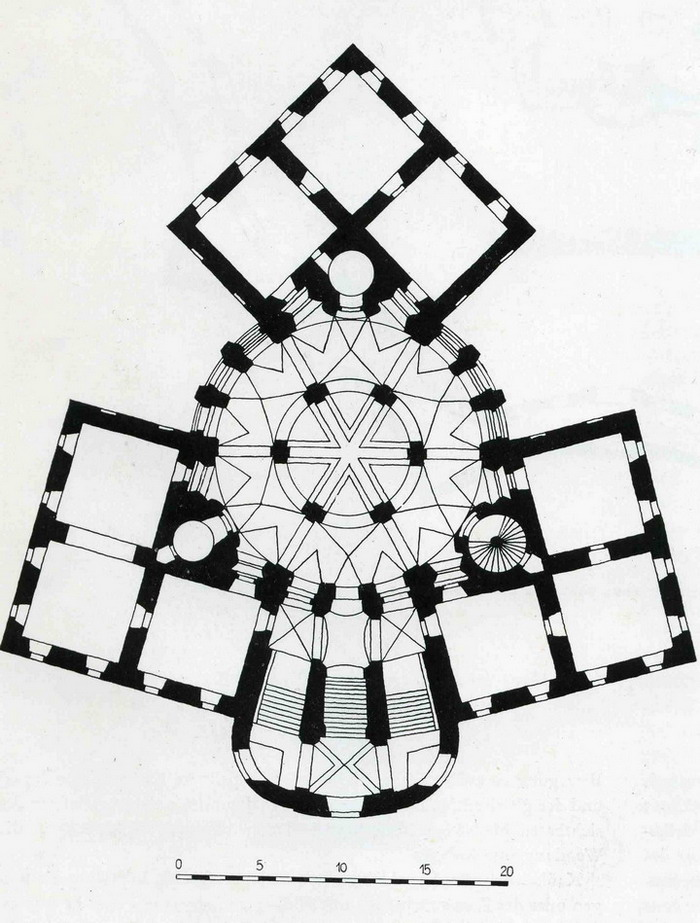
План замку Карлова Коруна

Будівництво тривало у 1721—1723 рр. Практично це була остання велика будівля архітектора, що помер у 1723 р. Сантіні Айхл і тут створив незвичний зразок замку зі складним поземним планом. Центром споруди стала розкішна зала-ротонда, до якої на трьох осях прибудовані прямокутні об'єми. Невелика кількість приміщень компенсована складною грою об'ємів — ротонди з куполом, дахів з переломами, заокругленого об'єму парадних сходів.
Нетипове розпланування та відхід від звичних видовжених палаців з трьома ризалітами на французький зразок викликали подив і осуд. Замок почали вважати примхою володаря і навіть свідоцтвом його дурісті. У 1723 р. замок відвідав імператор Карл VI. Канцлер відтоді перейменував замок на Карлова Коруна, яка закріпилася.
Окрім замку була створена каплиця, яку планували зробити усипальницею роду Кінскі. Каплиця, незважаючи на горизонтальний руст, має потяг у висоту і вражає складним силуетом, де головує вежа та купол складних форм. Каплиця сприймається досить самостійним об'єктом, мало пов'язаним з архітектурою замку, як і Антична альтанка — парковий павільйон в стилі класицизм. Споруди оточені пейзажним парком.
По смерті Сантіні Айхла в садибі працював архітектор Франтішек Максиміліан Канька.

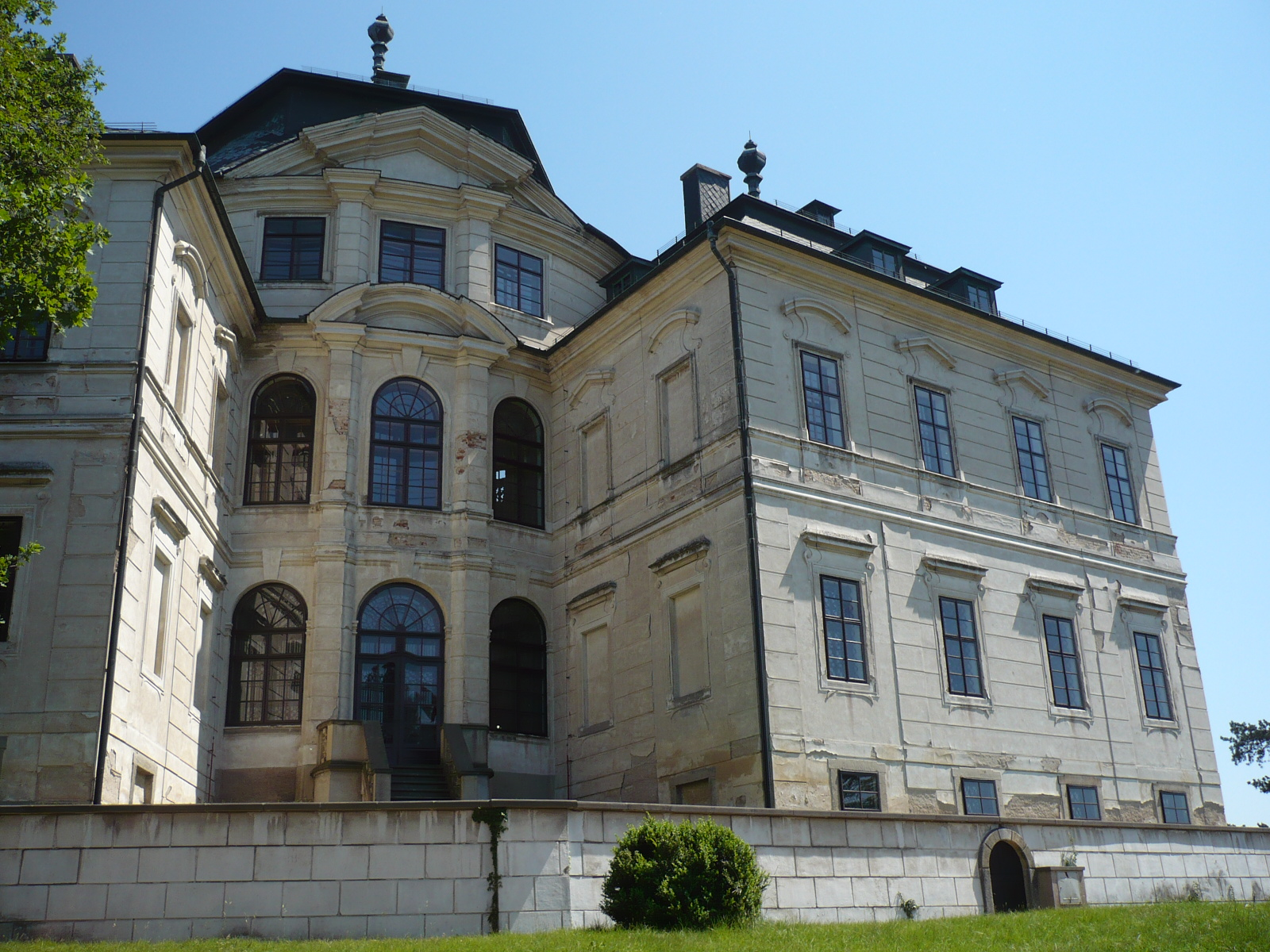
Фасад у парк
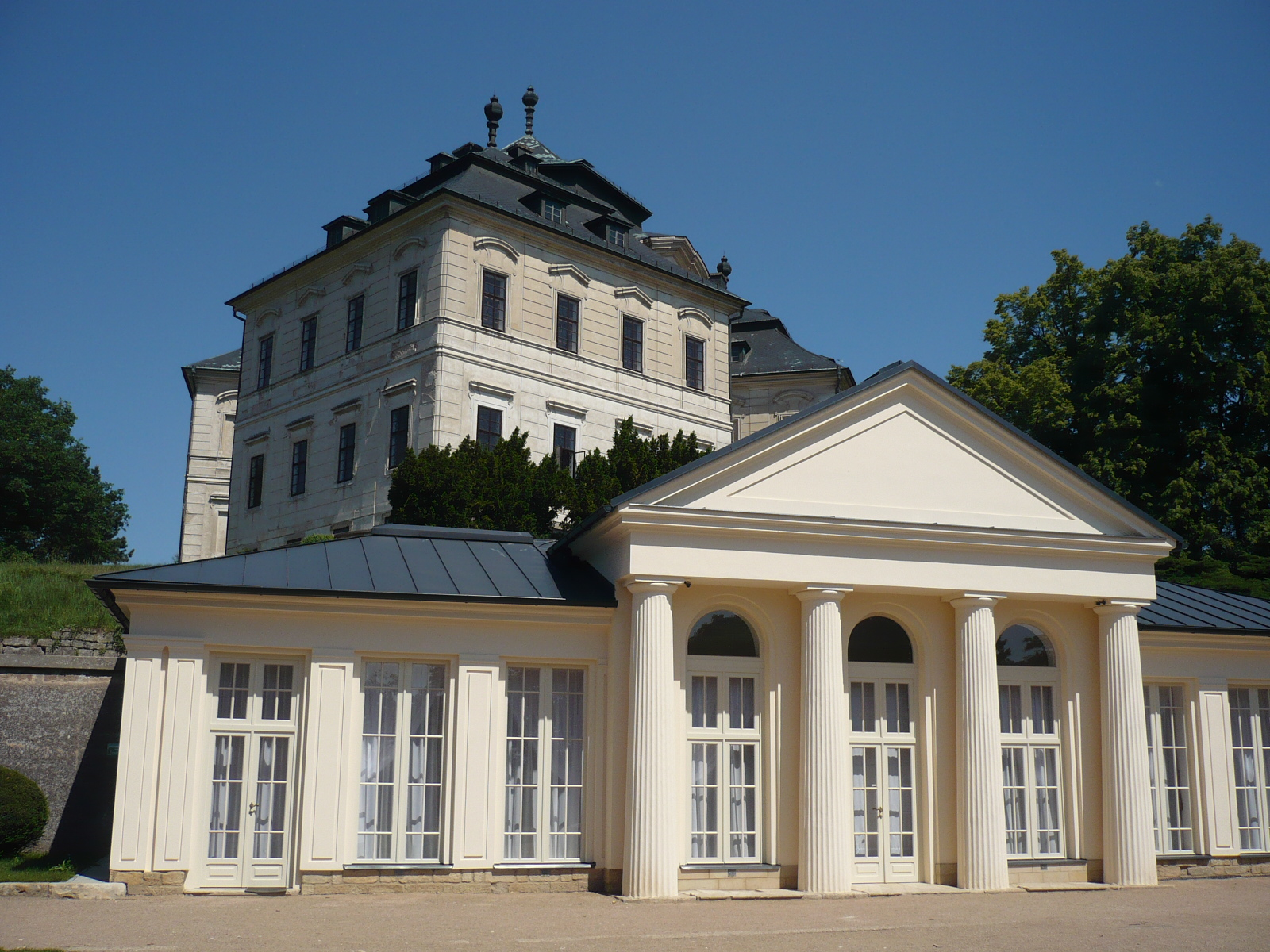
Замок і антична альтанка в парку.
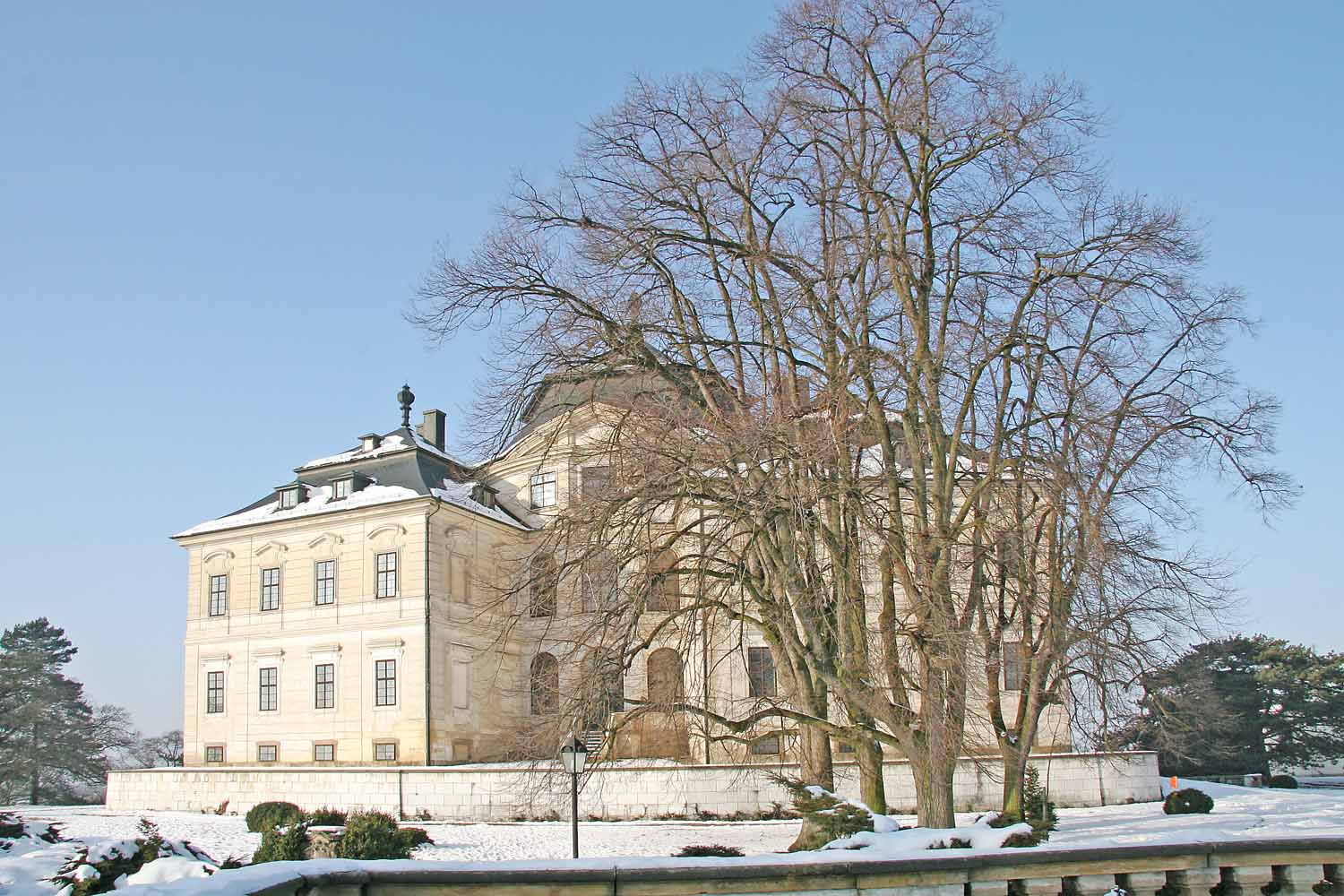
Замок взимку
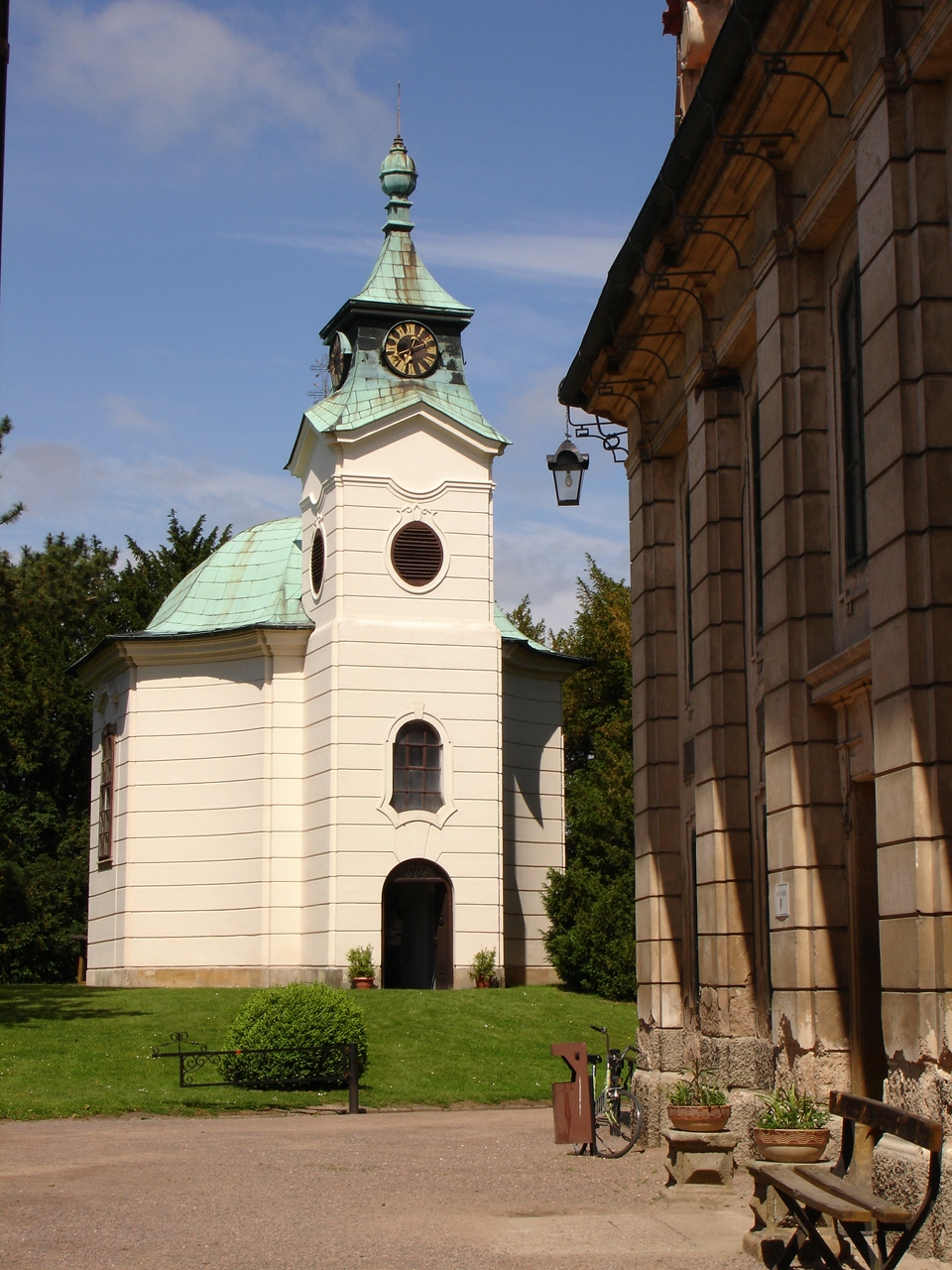
Замкова каплиця

## Подальша історія
Замок дійшов до 20 століття без перебудов. Під час 2-ї світової війни (у 1943 р.) будівля була пошкоджена пожежею, але меблі були врятовані і передані в інші замки.
У 1968 р. замок передали до складу Національної галереї. Декілька років тривали відновлення та ремонти. В приміщеннях замку розгорнули виставку « Бароко в Чехії».
Після відмови від соціалістичного шляху розвитку Чехії, майно та замок Карлова Коруна у 1992, повернуті нащадкам роду Кінскі. В замку нині експозиції з розповіддю про представників роду Кінскі та історію розведення коней в місті Хлумец над Цидліною.